# Opération Tacaud
Batailles
Abéché - Ati- Djeddaa (2e bataille d'Ati)-Salal-Embuscade de Géria
L’opération Tacaud est une opération militaire française qui se déroule entre février 1978 et  mai 1980 durant la guerre civile tchadienne de 1965-1980.
Le 17 février 1978, Faya-Largeau est prise par les bandes rebelles du FROLINAT qui progressent sur plusieurs axes en direction de la capitale tchadienne, N'Djaména. La France décide l’envoi de forces militaires pour soutenir l'armée régulière tchadienne. 
L'opération fait suite à l'opération Bison qui se déroula de 1969 à 1972. Dix-huit militaires français perdent la vie durant Tacaud et deux avions Jaguar sont abattus.

## Les unités professionnelles françaises dans l'opération
Alors qu'à cette époque l'armée française est presque uniquement formée de personnels appelés (non professionnels), l'intervention est majoritairement menée par les rares unités professionnelles de l'armée française de l'époque, la plupart appartenant à la 9e division d'infanterie de marine (anciennement 9e division d'infanterie coloniale et nommée aujourd'hui 9e brigade d'infanterie de marine) : le 3e régiment d'infanterie de marine (3e RIMa) au complet, la 1re compagnie du 2e RIMa en 1978 et 1979, la 2e compagnie du 2e RIMa en 1979, une batterie du 11e régiment d'artillerie de marine (11e RAMa), un escadron du Régiment d'infanterie-chars de marine  auxquels s'ajoutent des unités de la Légion étrangère : un escadron du 1er régiment étranger de cavalerie (1er REC), la section mortier du 2e Régiment étranger d'infanterie (2e REI) puis la 7e compagnie de combat (Cne Saillard) en 1978 et 1979 et la 5e compagnie de combat  en 1979 du 2e REI de Bonifacio. Le volet renseignement est présent dès le début de l'opération avec un détachement du 44e régiment de transmissions, la 1re compagnie et une section de la CA du 17e RGP.
Le 1er mars 1978, le 5e RHC (ALAT) met en place à Abéché une patrouille d'Alouettes 3 armée. Deux unités de la 11e division parachutiste (nommée aujourd'hui la 11e brigade parachutiste), avec le 35e régiment d'artillerie parachutiste (35e RAP) sont partiellement mises en alerte pour intervenir, elles aussi, au Tchad.
Le 16 février 1979, la 11e compagnie d'instruction du  8ème RPIMa devenue compagnie de combat du 6e BIMa de Libreville où elle est prépositionnée depuis octobre 1978 est mise en alerte « Guépard » et est déposée sur l'aéroport de N'Djaména. Cette unité composée de parachutistes engagés en août 1978 n'a que six mois « de paquetage » quand elle arrive au Tchad, elle sera relevée par la 1re compagnie du 8ème RPIMa début mars 1979, formant un état-major tactique (EMT), sont également envoyées au Tchad. La Marine nationale participe à l'opération avec un avion Breguet Atlantic (chargé de renseigner le commandement sur les mouvements des bandes rebelles) et le Commando Trépel (renforcé d'éléments provenant du Commando Hubert) et du Commando de Penfentenyo, qui seront chargés principalement de la protection de l'aéroport de N'Djaména. L'Armée de l'air engagera huit avions SEPECAT Jaguar dans l'opération, ainsi que plusieurs C-160 Transall.

## Déroulement
Durant les combats de N'Djaména entre février et mars 1978, plus de 10 000 morts civils seront dénombrés. Le général Forest commande alors les forces françaises qui s'interposent entre différentes tendances tchadiennes. Un détachement d'assistance militaire (DAMi) arrive d'abord pour renforcer les personnels de l'infanterie de marine qui sont en séjour d'aide militaire technique (AMT) dans l'armée tchadienne. Durant le mois de mars 1978, la patrouille d'Alouette III d'Abéché effectuera 32 missions de reconnaissance (cp: cne Saleun) Le 1er escadron du 1er REC à 3 pelotons de combat équipés d'AML 60/90, 1 peloton de commandement et 1 peloton porté (escadron sous les ordres du capitaine Yvanoff), est envoyé le 20 avril. Il est rejoint par le 2e escadron du Régiment d'infanterie chars de marine (RICM). 
Les premiers accrochages, auxquels participe également la 1re batterie du 35e RAP, ont lieu à Salal. Après la mise en fuite de la bande rebelle, le matériel qu'elle a laissé sur place est récupéré. Les 18 et 19 mai, le 1er régiment d'infanterie tchadien basé à Mongo, encadré par ses instructeurs du DAMi, se porte au secours des gendarmes qui sont encerclés au siège de la gendarmerie tchadienne à Ati. 
L'escadron du 1er REC basé à Moussoro se met en route mais ne peut rejoindre la zone des combats. La 3e compagnie du 3e RIMA basée à Mongo aborde Ati et est prise à partie par des feux nourris d'une extrême violence. L’aviation est demandée et les Jaguar interviennent guidés par des Br 1150 Atlantic de la marine.  Le lendemain, un demi-peloton du REC arrive sur les lieux pour participer à l’assaut. Le 20 mai, une seconde attaque des Jaguar entame les défenses des rebelles. Ati est reprise et les rebelles s'enfuient de la ville pour se regrouper à Djedda, 45 km plus au Nord d’où ils tenteront de prendre la ville.
Le 31 mai, la bataille de Djedda est une initiative française pour neutraliser cette bande importante qui fait peser une grave menace sur la ville-préfecture d'Ati. L'attaque est conduite par le 3e RIMA avec deux compagnies appuyées par un escadron du 1er REC, une batterie du 11e RAMA et une patrouille d'avions Jaguar. Le FROLINAT est déterminé, ouvrant d'abord le feu sur les unités d'assaut françaises puis envoyant un SA-7 et des rafales de kalachnikov et mitrailleuse anti-aérienne sur un Jaguar. Le missile manque sa cible mais l'appareil est abattu par une rafale de mitrailleuse. Il faudra 6 heures d'intenses combats pour que la bataille se termine par une lourde défaite du FROLINAT.  
Enfin le 24 novembre, la 7e Cie du 2e REI accroche un rezzou près du village de Géria. Le FROLINAT ne reprendra ses attaques que dix mois plus tard lors de la bataille d'Abéché le 5 mars 1979 à laquelle participeront des éléments 3e régiment d'infanterie de marine, le régiment d'infanterie-chars de marine et le 11e régiment d'artillerie de marine..
Les unités professionnelles françaises se relayent au Tchad jusqu'à mai 1980, date à laquelle l'opération Tacaud prend fin. Cette opération entraîne la décision d'amplifier la professionnalisation de l'armée française, notamment sa composante logistique.